# Horgas Judit
Horgas Judit (Budapest, 1974. –) író, szerkesztő.

## Élete
Művészcsaládba született. Szülei, Horgas Béla és Levendel Júlia írók, testvérei: Péter díszlettervező, Eszter fuvolaművész, Ádám pedig rendező-koreográfus.
Az Eötvös Loránd Tudományegyetem Bölcsészettudományi Kar angol szakán diplomázott (Angol–Amerikai Intézet) és ugyanitt, 2006-ban doktorált. Dolgozott fordítóként, szótárszerkesztőként is. Szervezett előadás- és vitasorozatot. Megbízott előadóként tanított az ELTE BTK-n, illetve 20 éves korától 7 évig középiskolában óraadó tanárként angolt, alternatív módszertannal.
A Liget irodalmi és ökológiai folyóiratban folyamatosan jelennek meg esszéi, kisprózái, novellái, fordításai és interjúi, aminek 1998-tól olvasószerkesztője, majd szerkesztője. 2008-tól a Szitakötő irodalmi és ökológiai gyerekfolyóirat szerkesztője és oktatási programjának vezetője.
Három gyermek édesanyja.

## Könyvei
- Vízöntő (mesék a vízről, Liget, 2007)
- Faltól falig (Liget, 2006)
- Hálóval a szelet (Liget, 2005)
- Fák közt, padon (Liget, 2005)
- Ligetszépe, Liget (2004)